# Zadar
Zadar je grad te političko, kulturno, trgovačko, industrijsko, obrazovno i prometno središte Zadarske županije. Također je prijestolnica Zadarske nadbiskupije u Hrvatskoj. Smješten je na Jadranskom moru, na sjeverozapadnom dijelu Ravnih kotara. Sam grad se prostire na 25 km², sa 70.829 stanovnika u 2021., što ga čini drugim najvećim gradom u Dalmaciji i petim najvećim gradom u državi.
Područje današnjeg Zadra najranije dokaze o ljudskome životu vuče iz mlađeg kamenoga doba. Zadar svoje podrijetlo vuče od 9. st. pr. Kr. kao naselje ilirskoga plemena Liburna nazvan Iader. Godine 59. pr. Kr. preimenovan je u Iadera kada je postao rimski municipij. Godine 48. pr. Kr. postao je rimska kolonija. Za vrijeme rimske vladavine Zadar dobiva obilježja tradicijskog starorimskoga grada s pravilnom cestovnom mrežom, javnim trgom (forumom) i povišenim kapitolijem s hramom. Nakon pada Zapadnoga Rimskog Carstva 476., Zadar postaje prijestolnica bizantske teme Dalmacije.
Početkom 9. stoljeća Zadar je nakratko došao pod franačku vlast. Prvi hrvatski vladari nakratko su stekli vlast nad gradom u 10. stoljeću. Godine 998. Zadar je prisegnuo na vjernost duždu Pietru Orseolu II. i postao vazal Mletačke Republike. Godine 1186. stavlja se pod zaštitu ugarsko-hrvatskog kralja Bele III.
Godine 1202. Mlečani su uz pomoć križara ponovno osvojili i opljačkali Zadar. Ugarska je ponovno preuzela kontrolu nad gradom 1358., kada ga je dobio ugarski kralj Ludovik I. Kralj Ladislav Napuljski je 1409. prodao Dalmaciju Mlečanima. Kada je Osmansko Carstvo početkom 16. stoljeća osvojilo zadarsko zaleđe, grad je postao važno uporište koje je osiguravalo mletačku trgovinu na Jadranu, administrativno i kulturno središte mletačkih posjeda u Dalmaciji. To je potaknulo okruženje u kojem su umjetnost i književnost mogle cvjetati, a između 15. i 17. stoljeća Zadar je došao pod utjecaj renesanse, iznjedrivši mnoge važne talijanske renesansne osobe kao što su Giorgio Ventura i Giovanni Francesco Fortunio, koji su napisali prvu talijansku gramatiku, te mnogi hrvatski književnici, kao što su Petar Zoranić, Brne Krnarutić, Juraj Baraković i Šime Budinić, koji su pisali na hrvatskom jeziku. Nakon pada Venecije 1797. godine, Zadar je do 1918. godine, osim u razdoblju kratkotrajne francuske vladavine i Ilirskih pokrajina (1805. – 1813.), ostao pod austrijskom vlašću, i dalje glavni grad Dalmacije. Za vrijeme francuske vladavine u Zadru su izlazile prve novine na hrvatskom jeziku Il Regio Dalmata – Kraglski Dalmatin (1806. – 1810.). Tijekom 19. stoljeća Zadar je funkcionirao kao središte hrvatskog pokreta za hrvatski kulturni i nacionalni preporod u kontekstu sve veće polarizacije i politizacije etničkih identiteta između Hrvata i dalmatinskih Talijana.
Rapalskim ugovorom 1920. Zadar je pripao Kraljevini Italiji. Tijekom Drugog svjetskog rata bombardirali su ga saveznici i svjedočio je evakuaciji etničkih Talijana. Partizani su oslobodili grad 1. studenoga 1944., a 1947. službeno je ušao u sastav SR Hrvatske (federalnog sastava SFR Jugoslavije) čije su ga oružane snage obranile u listopadu 1991. od srpskih snaga koje su je namjeravale zauzeti.
Zbog svoje bogate baštine Zadar je danas jedno od najpopularnijih hrvatskih turističkih odredišta, koje je The Times nazvao „zabavnim središtem Jadrana”, a The Guardian „novom hrvatskom prijestolnicom cool-a”. UNESCO-ov popis svjetske baštine uključio je utvrđeni grad Zadar kao dio venecijanskih obrambenih djela između 15. i 17. stoljeća: Stato da Terra – zapadni Stato da Mar 2017. godine.

## Opis
Zadar je grad i središte Zadarske županije i šireg regionalnog kompleksa sjeverne  Dalmacije i Like, unutar europske NUTS 2 regije Jadranske Hrvatske. Po broju stanovnika drugi je grad u Dalmaciji, a peti u Republici Hrvatskoj. Uže gradsko naselje broji oko 80 000 stanovnika, dok urbano područje grada Zadra broji oko 118 000 stanovnika.

## Gradska naselja i mjesni odbori
U sastavu naselja Zadar nalaze se 22 mjesna odbora (četvrti), a Grad Zadar, kao upravno teritorijalnu jedinicu čini osim Zadra još 14 naselja, ukupno 15 (stanje 2011). To su: Babindub, Brgulje, Crno, Ist, Kožino, Mali Iž, Molat, Olib, Petrčane, Premuda, Rava, Silba, Veli Iž, Zadar i Zapuntel.

## Zemljopis
Zadar se nalazi na 44°06'51" sjeverne zemljopisne širine i 15°13'40" istočne zemljopisne dužine. Razvio se na povoljnom položaju u središtu hrvatskog dijela istočne obale Jadranskog mora, zaštićen nizom zadarskih otoka od utjecaja otvorenog mora, što je imalo veliku važnost u razdoblju prevage jedrenjačkog pomorskog prometa. Kopneno zaobalje čini prostrani uravnjeni prostor Ravnih kotara, što mu omogućava nesmetano prostorno širenje, po čemu se razlikuje od većine drugih primorskih gradova Hrvatske. Masivom Velebita priobalno je područje morfološki odijeljeno, ali i povezano s Likom i kontinentalnim dijelovima Hrvatske, što je u najnovije vrijeme vrednovano izgradnjom suvremene autoceste, odnosno tunela Sveti Rok.

### Prometni položaj
Nakon što su u 20. stoljeću prevladali kopneni putevi na račun morskih, Zadar je i dalje zadržao prometnu važnost – kroz grad prolazi jadranska magistralna cesta, a grad je spojen s autocestom A1, modernom četverotračnom cestom Zadar Zapad – autocesta A1. Odvojkom željezničke pruge je od 1966. povezan s Kninom, gdje se spaja na glavnu prugu Zagreb – Split. Međunarodnom brodskom linijom povezan s talijanskim gradom Anconom. Zračna luka Zadar nalazi se u Zemuniku, 10 km istočno od grada.

## Stanovništvo

### Popis 1991.
Prije Prvog svj. rata, prema popisu iz 1910. Zadar je imao 19 500 stanovnika. Nakon prepuštanja Kraljevini Italiji grad je napustilo oko 9000 Hrvata, započela je stagnacija i relativno nazadovanje u odnosu na druge hrvatske priobalne gradove, a kasnija je obnova tekla vrlo usporeno. Prije Drugog svjetskog rata, grad Zadar je imao oko 17 000 stanovnika. Nakon teških bombardiranja i iseljavanja Talijana neko je vrijeme stagnirao, a prema svjedočanstvima, navodno neko vrijeme u staroj gradskoj jezgri nije bilo niti jednog stanovnika, a 1948. popisano je nešto preko 13 000 stanovnika. Ubrzaniji gospodarski razvoj započeo je tek sredinom 50-tih, i populacijski i teritorijalno. Tako je 1961. imao 25 000 stanovnika, 1971. – 43 000, 1981. – 60 000, a 1991. čak 76 000. Ubrzanom izgradnjom su u njegov sastav 80-tih godina uključena dotad zasebna prigradska naselja Bokanjac, Diklo, Ploče i Dračevac.

### Popis 2001.
Prema popisu stanovništva iz 2001. godine, Zadar bilježi pad stanovništva prvi put od Drugog svjetskog rata. Dva razloga koja su tome pridonijela su: promjena metodologije popisa stanovništva, na način da se osobe koje su imale prebivalište u Zadru, ali nisu boravile u Zadru više od godine dana, nisu ubrajale u stalno stanovništvo grada. Također, tijekom Domovinskog rata je došlo do značajnih migracijskih kretanja: iz grada se iselio dio vojnih djelatnika, primarno srpske nacionalnosti, kao i značajan broj stanovnika srpske nacionalnosti, te se također doselio značajan broj stanovnika iz okolice, kao i iz Bosne i Hercegovine.

### Popis 2011.
Prema popisu stanovništva iz 2011. grad Zadar ima 71.471 stanovnika, a zajedno s prigradskim naseljima na kopnu i naseljima teritorijalne jedinice na otocima 75.062 stanovnika. Urbana aglomeracija (od Petrčana na SZ do Sukošana na JI zajedno s otokom Ugljanom ima oko 90.000 stanovnika, a urbana regija od Vira/Vrsi, preko Nina, Murvice, zračne luke, Turnja, Sv. Filipa i Jakova te Biograda do Pakoštana i Draga oko 125.000 stanovnika.
Po veličini je, nakon Zagreba, Splita, Rijeke i Osijeka, peti grad, urbana aglomeracija i urbana regija u Hrvatskoj, ispred Slavonskog Broda, Varaždina i Pule.
| broj stanovnika | 15190 | 16775 | 19778 | 21933 | 24778 | 27426 | 26241 | 26882 | 23610 | 25465 | 33464 | 50520 | 67154 | 80355 | 72718 | 75062 | 70779 |
|                 | 1857. | 1869. | 1880. | 1890. | 1900. | 1910. | 1921. | 1931. | 1948. | 1953. | 1961. | 1971. | 1981. | 1991. | 2001. | 2011. | 2021. |

| broj stanovnika | 8987  | 10811 | 12829 | 14699 | 16969 | 19426 | 17369 | 19296 | 16019 | 18243 | 27324 | 45329 | 63364 | 76343 | 69556 | 71471 | 67309 |
|                 | 1857. | 1869. | 1880. | 1890. | 1900. | 1910. | 1921. | 1931. | 1948. | 1953. | 1961. | 1971. | 1981. | 1991. | 2001. | 2011. | 2021. |

## Uprava
Administrativnom području Grada Zadra osim užeg gradskog područja pripadaju i obližnja naselja Babindub, Crno, Kožino i Petrčane te otoci Ist, Iž, Molat, Olib, Premuda, Rava i Silba. Površina Grada, uključujući i navedene otoke, iznosi 194 km2.
Urbano područje Zadra upravno je podijeljeno na 21 mjesni odbor (Arbanasi, Bili Brig, Bokanjac, Brodarica, Crvene Kuće, Diklo, Dračevac, Gaženica, Jazine I, Jazine II, Maslina, Novi Bokanjac, Poluotok, Ploča, Puntamika, Ričina, Smiljevac, Stanovi, Vidikovac, Višnjik i Voštarnica).
Gradonačelnik Zadra je Branko Dukić(HDZ) izabran na lokalnim izborima u svibnju 2017. godine
| Stranka                         | Postotak glasova | Broj zastupnika |
| ------------------------------- | ---------------- | --------------- |
| HDZ, HSS, HSLS, HSP, HSU        | 49,63 %          |                 |
| SDP, HNS, SHUS                  | 30,87 %          |                 |
| DSU                             | 7,55 %           |                 |
| Nezavisna lista Željko Predovan | 5,77 %           |                 |

## Povijest

### Od prapovijesti do rimskog doba
Šire zadarsko područje naseljeno je još od pradavnih vremena. Nalazi te ranije kulture datiraju još od starijeg kamenog doba, dok su u vrijeme neolitika arheološkim istraživanjima utvrđene brojne ljudske naseobine. Na periferiji današnjeg Zadra takve su se naseobine nalazile na području Arbanasa i Puntamike. Prije naseljavanja ilirskih plemena ovaj je prostor naseljavao pradavni mediteranski narod iz čijeg predindoeuropskog jezika vrlo vjerojatno potječe i sam naziv naselja – Jader, Jadra ili Jadera, koji su poslije preuzele i druge civilizacije. Ime naselja vezano je uz neki pradavni hidrografski pojam.
Ilirsko naselje potječe iz 9. stoljeća pr. Kr., koje je već u 7. i 6. stoljeću pr. Kr. značajno središte ilirskog plemena Liburni kojima je zadarska luka bila polazište za brojna trgovačka putovanja i sigurno sidrište. Jadasini kao stanovnici Idasse ili Jadera prvi se put spominju 384. pr. Kr. na grčkom natpisu iz Farosa (današnji Stari Grad na Hvaru) kao saveznici hvarskih starosjedilaca u borbi protiv novodoseljenih grčkih kolonista. Grčki zemljopisac Skilaks Skarianderis spominje Zadar pod imenom Idassa, Jadar, a stanovnike naziva Jadasinima.
Sredinom 2. stoljeća pr. Kr. zadarsko područje postupno osvajaju Rimljani, koji se sustavno naseljavaju u Zadru. Koloniju rimskih građana – Colonia Julia Jader osnovao je 48. pr. Kr. najvjerojatnije sam Julije Cezar. Zadar je postao samostalni municipij mahom isluženih rimskih vojnika, kojima je uz sam grad bila podijeljena i zemlja za obrađivanje.
Jader je bio uređen po svim načelima rimskog urbanizma: pet uzdužnih i veći broj poprečnih ulica stvaralo je pravilnu mrežu gradskih komunikacija, koje su dijelile grad po strogom geometrijskom redu na pravokutne kvartove – insule. Na zapadnom kraju grada izgrađen je glavni trg – rimski forum, a do njega nešto povišeni kapitolij s hramom. Kapitolij je bio omeđen jednokatnim, a forum dvokatnim trijemom. Na prostoru okrenutom moru izgrađen je gospodarski trg – emporij. Rimski Jader bio je zaštićen jakim zidinama, na više mjesta ojačanih monumentalnim kulama, a imao je i javni vodovod s vodom iz 40 km udaljene Vrane, sustav kanalizacije, terme i druge značajke visoko razvijenog urbanog života.

### Rani srednji vijek
U razdoblju seobe naroda i prodora barbara dolazi do postupne stagnacije Zadra, a u 5. stoljeću, već pod vlašću Istočnih Gota, grad je sasvim osiromašio, a zbog dotrajalosti brojne su javne građevine postale ruševine. Zadar je u to vrijeme (6. stoljeće) zasigurno pogodio i težak potres u kojem su razoreni cijeli kompleksi monumentalne rimske arhitekture, čiji će ulomci kasnije poslužiti kao građevni materijal. U razdoblju između 4. i 6. stoljeća u Zadru se razvija i nova religija – kršćanstvo; grad ima svog biskupa, gradi se novo vjersko središte sjeverno od foruma s bazilikom i krstionicom, kao i drugi sakralni objekti. Nakon povlačenja Istočnih Gota s područja Dalmacije 537. godine te konačnog pada Zapadnog Rimskog Carstva, Zadar dolazi pod vlast Bizanta. Istovremeno započinju prodori Avara i Slavena koji su u ranom 7. stoljeću u potpunosti razorili i opustošili Salonu, čime Zadar, kao jedini grad koji se othrvao napadima novih osvajača, preuzima ulogu novog upravnog središta Bizantske provincije Dalmacije. Ulogu glavnog grada Dalmacije zadržat će sve do 1918. godine.
Početkom 9. stoljeća bilježi se u Zadru živa diplomatska aktivnost biskupa Donata, te gradskog kneza Pavla u sporu između Franačke države Karla Velikog i Bizantskog Carstva. Franci su, naime, nakratko osvojili Zadar, ali je mirom u Aachenu 812. godine grad vraćen Bizantu. Zadar se u potpunosti okrenuo k moru, pomorstvu i trgovini, a zahvaljujući novom strateškom položaju postaje gospodar prostora od kvarnerskih otoka do Kaštelanskog zaljeva. Bizantska Dalmacija nije bila teritorijalno jedinstvena cjelina, već skup gradskih općina na čelu sa Zadrom, a široka gradska autonomija doprinijela je razvitku dalmatinskih gradova kao slobodnih komuna. U svemu je tome prednjačio upravo Zadar, čiji je položaj u to doba bio jednak onome koji je imala Venecija.

### Zadar u srednjem vijeku
U vrijeme silnog uspona srednjovjekovnog Zadra, grad postaje sve veća smetnja ambicijama moćnije Venecije, a u zaleđu se formira i raste hrvatska država. Zadar postupno uspostavlja ponajprije trgovačke, a potom i političke veze s Hrvatima, koji se sve više prihvaćaju i integriraju u gradskom životu. U 10. stoljeću, bilježe se u Zadru hrvatska imena i to priora, suca, svećenika, opatica i redovnica, što svjedoči da je hrvatski etnički element osvojio sve gradske staleže. Zadrani poduzimaju napore za vlastito osamostaljenje od Bizanta u čemu svakako prednjači najmoćnija zadarska patricijska obitelj – Madijevci. U sporazumu s Bizantom Zadar je s ostalim dalmatinskim komunama 1069. godine pripojio svojoj državi hrvatski kralj Petar Krešimir IV., a poslije dinastičkih borbi i smrti kralja Dmitra Zvonimira 1089. godine, Zadar od 1105. priznaje vlast prvog hrvatsko-ugarskog kralja Kolomana. Od tada Zadar počinje sve češće ratovati s Venecijom. Prvi put Mlečani su napali i zauzeli Zadar 1000. godine. Siloviti su nasrtaji i povremena osvajanja uz otpor i pobune Zadrana zbivali su se osobito u razdobljima 1115. – 1118., 1159. – 1180., 1181. – 1202., 1242. – 1247., 1311. – 1313. i 1345. – 1346. godine, te potrajali sve do 1358. i zaključenja Zadarskog mira.
Tijekom tog razdoblja Zadrani su tražili saveznike pa je tako zadarski knez Desinjin Damjan 1188. sklopio savez s Pisom, s čijom je pomoći 1190. porazio Mlečane u pomorskoj bitki kraj otoka Pašmana 1190., te iste godine sklopio mir s Rabljanima.
Zadar je posebno teško stradao 1202. godine kada je mletački dužd Enrico Dandolo za napadaj i opsadu iskoristio križare na 4. pohodu u Palestinu kada je počinjen jedan od najokrutnijih zločina u povijesti Zadra. Križari su se Mlecima obvezali platiti prijevoz brodovima do Egipta, a kako im nisu mogli platiti, Mlečani su ih iskoristili za razaranje, rušenje i pljačku Zadra. Hrvatsko-ugarski kralj Emerik osudio je križarsku vojnu, jer je nastao sukob oko toga je li pravovjerno da Božja vojska napadne kršćanski grad. Zadar je ipak bio razrušen i osvojen, a stanovništvo raseljeno. Papa Inocent III. ekskomunicirao je Mlečane i križare koji su sudjelovali u osvajanju. Poslije novih pobuna, grad je došao pod vlast hrvatsko-ugarskog kralja Ludovika I. Anžuvinca i to (mirom u Zadru) 1358. godine.
Stanovništvo Zadra u razvijenom srednjovjekovnom razdoblju bilo je pretežno hrvatsko, o čemu svjedoči zapisa kardinala Bosona koji je 1177. godine pratio papu Aleksandra III. na putu za Veneciju. Kada su se papinske lađe zbog oluje sklonile u zadarsku luku, Zadrani su papu dočekali pjevajući na hrvatskom jeziku. Razdoblje od 11. do 14. stoljeća, iako burno i puno opsada i stradanja, bilo je zlatno doba Zadra. Zadar je vještom politikom i trgovinom, te sposobnim pomorcima osigurao ključnu ulogu među gradovima na istočnoj obali Jadrana, što se odrazilo i na njegov izgled i kulturu (sagrađene su brojne crkve, bogati samostani, raskošne palače uglednih obitelji, izrađena je škrinja sv. Šimuna). Jedan od najboljih primjera sjaja i moći tadašnjeg Zadra je i prvo Sveučilište na hrvatskom tlu kojeg su 1396. godine osnovali Dominikanci.

### Od 15. do 18. stoljeća
Poslije Ludovikove smrti Zadar priznaje vlast kralja Žigmunda Luksemburškog, a zatim Ladislava Napuljskog koji je 1409., vidjevši da sve više gubi utjecaj u Dalmaciji, prodao Zadar i svoja dinastička prava na Dalmaciju Veneciji za 100.000 dukata. Tako je Venecija ponovno preuzela Zadar 31. srpnja 1409. godine, ovaj put bez borbe, ali uz napetosti i otpor zadarskog plemstva koji su ugušeni progonom i pljenidbom imovine. Zadar je i dalje administrativno središte Dalmacije, ovaj put pod mletačkom vlašću koja se proširila nad cjelokupnim dalmatinskim prostorom (izuzevši Dubrovačku Republiku). Mlečani su znatno ograničili političku i gospodarsku autonomiju Zadra, koji je unatoč svoj toj represiji, još uvijek grad izraženog prosperiteta. U tom vremenu u Zadru je rođen jedan od najslavnijih hrvatskih kipara i graditelja – Juraj Matejev Dalmatinac, glasovit prvenstveno po svom radu na šibenskoj katedrali, zatim velika imena renesansne umjetnosti – braća Lucijan i Franjo Vranjanin (Laurana), koji su se svojim kiparskim i graditeljskim djelima posebno proslavili u Italiji.
Razdoblje 16. i 17. stoljeća obilježeno je u Zadru prodorima turskih osvajača koji su već početkom 16. st. osvojili zadarsko zaleđe, a sam grad se gotovo neprestano nalazi na dometu turskog topništva. Stoga započinje izgradnja novog sustava utvrda i zidina koji su bitno promijenili izgled grada. Za potrebe izgradnje novih moćnih peterokutnih utvrda srušene su mnoge kuće i crkve, pa čak i čitavo zadarsko predgrađe – Varoš Sv. Martina. Po svršetku njezine 40-godišnje izgradnje Zadar postaje najveći grad-utvrda u Mletačkoj Republici sa sustavom utvrda, bastiona, obrambenih kanala ispunjenih morem i novih velikih javnih gradskih cisterna. Tijekom temeljite pregradnje Zadra izgrađen je i cijeli niz sasvim novih javnih zgrada (Gradska loža i Gradska straža na tadašnjem Gospodskom trgu, više novih vojarni i skladišta, ali i raskošnih novih palača).
Uz općenito nesigurno vrijeme i niz turskih opsada i razaranja, unutar gradskih utvrda razvijala se visoka kultura življenja. U 16. i 17. st. značajna je aktivnost hrvatskih književnika koji pišu na narodnom jeziku (Jerolim Vidolić, Petar Zoranić, Brne Karnarutić, Juraj Baraković, Šime Budinić). Valja istaknuti i znamenitog slikara Andriju Medulića (oko 1510./1515. – 1563.), koji se u Mlecima potpisivao kao «Andrea Schiavone».
Zbog stalne turske opasnosti stanovništvo se znatno prorijedilo te je došlo do opće stagnacije gospodarstva. Gradom je u 16. i 17. stoljeću haralo i više žestokih epidemija kuge. Nakon više od 150 godina turske prijetnje, Zadar je oslabljen u ljudstvu, ali i materijalno osiromašen. Venecija naseljava novo stanovništvo, a pod nadbiskupom Vickom Zmajevićem u tri navrata se doseljavaju i Arbanasi koji formiraju novo naselje u predgrađu. Unatoč oskudici, u Zadru je 1783. godine izgrađeno «Plemićko kazalište» (Teatro Nobile) koje će biti u funkciji više od stotinu godina.
Nakon pada Venecije (1797.) Zadar i Dalmacija pripojeni su Austriji, ali prva austrijska vladavina nad Zadrom trajala je samo do 1806. godine.

### Zadar u 19. i 20. stoljeću
Nakon osmogodišnje vlasti, Austrijsko Carstvo je mirom u Požunu Napoleonu prepustila Mletke, zapadnu Istru, Dalmaciju i mletačku Albaniju. Francuska vladavina nad Zadrom započela je u veljači 1806. godine i trajala je do prosinca 1813. U to kratko vrijeme došlo je do značajnih društvenih reformi, a osnovan je i cijeli niz novih institucija, među kojima je i obnovljeno zadarsko sveučilište (studij medicine, niže i više kirurgije, farmacije, prava, graditeljstva i geodezije). Već u lipnju 1806. pokrenute su u Zadru i prve novine na hrvatskom jeziku Kraljski Dalmatin, koje će izlaziti do 1810. godine. U tom je razdoblju generalni providur Dalmacije bio Vincenzo Dandolo, a zadarskim načelnikom Petar Damjanić Vrgadski.

U studenom 1813. započinje austrijska Opsada Zadra, potpomognuta i britanskim trupama, a već 7. prosinca austrijska vojska ponovno ulazi u Zadar. Druga austrijska vlast potrajala je sve do 1918., a Zadar i dalje zadržava status glavnog grada Kraljevine Dalmacije i sjedište je Dalmatinskog sabora (osnovanog 1861.) i crkvene metropolije za čitavu Dalmaciju. Administrativne funkcije Zadra rezultirale su većim naseljavanjem stranog činovništva (1910. godine 60 % stanovništva grada čine Talijani). Također, Zadar je jedina općina u Dalmaciji u kojoj autonomaši nikad nisu izgubili vlast.
S austrijskom vladavinom, Zadar je dobio gimnaziju (1816.), otvara se prvi javni perivoj (1829.), osniva se i Narodni muzej (1832.); 1833. godine dovršena je cesta koja je Zadar preko Velebita povezivala sa Zagrebom i Bečom, a 1838. godine stavljen je u upotrebu prvi moderni gradski vodovod.
Zadar je u drugoj polovici 19. stoljeća i žarište pokreta za kulturni i nacionalni preporod u Dalmaciji, a ovo razdoblje od posebne je važnosti za povijest grada koji se naglo razvija kao moderan europski grad. Ukazom cara Zadar je 1868. godine prestao biti grad-utvrda što se brzo odrazilo na njegov urbanistički razvitak. Izgrađeni su brojni javni i privatni objekti, među njima i Novo kazalište (kasnije Teatro Verdi) 1865. godine. Zadar postaje grad bogato uređenih trgovina i javnih prostora, luksuznih kavana i hotela, javnih knjižnica i čitaonica. Zadar je imao 6 tiskara i u njemu izlazi oko 40 različitih novina i časopisa, među kojima i Narodni list (1862.) – danas najstarije živuće hrvatske novine. U gradu ponovno djeluju brojni važni hrvatski književnici kao što su Ivo Vojnović, Rikard Katalinić Jeretov, Milan Begović, Vladimir Nazor i dr.
Cijelo 19. stoljeće pa sve do dvadesetih godina 20. stoljeća, grad Zadar bilježi značajan broj serijskih publikacija koje su i danas važne za izučavanje političke i gospodarske povijesti grada Zadra i Dalmacije. Zadar je, u počecima izdavanja serijskih publikacija, bio poznat po bogatoj tradiciji hrvatskog novinstva od pokretanja Kraljskog Dalmatina 1806. preko Zore dalmatinske, Narodnog lista, Hrvatske krune i drugih listova. Bitno je spomenuti novine Giornale di Dalmazia i Glas dobrovoljca (1941. – 1943.) iz razloga što u ratnom razdoblju nije bilo previše novina u gradu Zadru. Povijest novinstva izdanog na hrvatskom jeziku na području grada Zadra, može se pronaći u djelu Jadertina Croatica. Bibliografija knjiga, časopisa i novina izdanih na hrvatskom ili srpskom jeziku u Zadru (II. dio. Časopisi i novine) i u Povijesti hrvatskog novinstva. Zadar u 19. stoljeću autora Jose Vidakovića.
Koncem stoljeća u Zadru se počela naglo razvijati prerađivačka industrija, posebice proizvodnja 33 vrste likera od kojih je Maraschino postao poznat širom svijeta. Na Silvestrovo 1894. u Zadru je zasjala električna gradska rasvjeta, prva sustavno provedena električna mreža u Hrvatskoj.
U Prvom svjetskom ratu Austro-Ugarska Monarhija doživjela je slom i raspad na više država. Austro-ugarska je potpispala primirje s Italijom, prema kojem je Austro-ugarska evakuirala Zadar i prepustila ga Talijanima, koji su onda Zadar okupirali 4. studenog 1918.  Zahvaljujući diplomatskim igrama saveznika prilikom pridobivanja Italije na svoju stranu, ali i nejasnom stavu pregovarača iz Kraljevine SHS, Rapallskim ugovorom (12. studenoga 1920.) Zadar je pripojen Italiji kao enklava na istočnoj obali Jadrana. U njenom sastavu Zadar je ostao sve do 1. studenoga 1944. Godine 1921. proglašen je slobodnom lukom, te proživljava razdoblje talijanske uprave u čudnoj atmosferi lažnog izobilja. To je razdoblje intenzivne talijanizacije i iseljavanja Hrvata i gospodarskog propadanja grada zbog neprirodne izolacije od zaleđa. U brojkama gledano, Zadar je prema popisima s početka 20. st. imao oko 15 000 stanovnika. Kad je Italija okupirala Zadar 1918., a osobito poslije 1920. mnogo je stanovnika napustilo grad. Mahom su to bili Hrvati. Odselili su u Šibenik, Split, Zagreb, Dubrovnik i drugamo. S druge strane, od 1920. do 1940. u Zadar je doselilo stanovništvo iz Italije, te još oko 10 000 vojnika pa je tako izmijenjeni Zadar imao oko 20 000 stanovnika; neke procjene govore i o većem broju. Ulogu upravnog sjedišta Dalmacije u potpunosti preuzeo je Split. Kraljevina SHS je neko vrijeme imala upravnu organizaciju sličnu onoj prije rata.
U Drugom svjetskom ratu Zadar je izložen teškim savezničkim bombardiranjima tijekom 1943. i 1944. godine pri čemu je razoreno 80 % povijesne jezgre grada. 
Nakon kapitualcije Italije u rujnu 1943. godine, stvoreni su uvjeti za aktivniji oružani antifašistički otpor u zadarskoj okolici, pa je već u listopadu u blizini grada formiran Zadarski partizanski odred u kome se ubrzo okupilo preko 470 boraca. Neko vrijeme u njegovom sastavu nalazio se i talijanski bataljun „Goffredo Mameli” (talijanski vojnici koji su prešli na stranu NOVJ-a).[nedostaje izvor]
Partizani su oslobodili Zadar 31. listopada 1944., te je konačno vraćen Hrvatskoj koja je tada bila jedna od konstitutivnih jugoslavenskih republika, Zadar je završetak rata dočekao gotovo potpuno razoren i napušten, s jedva 6.000 stanovnika. Nakon rata dolazi do iseljavanja talijanskog stanovništva, ali i velikog broja Hrvata, u Italiju. 
Na njihovo mjesto ubrzo i u velikom broju dolaze žitelji zadarskih otoka i zaleđa.
27. ožujka 1945. godine dobio je prvu repertoarnu kazališnu ustanovu koja je imala stalni umjetnički ansambl, Hrvatsko narodno kazalište. Prva redovna sezona tog kazališta je počela listopada 1945., no tada je to kazalište preimenovano u Narodno kazalište, ostavši bez atributa "Hrvatsko".
Nakon Drugog svjetskog rata grad se razvija u snažan ekonomski i kulturni centar, posebno nakon izgradnje željezničke pruge Zadar-Knin i osnivanja Filozofskog fakulteta.

### Zadar u Domovinskom ratu
Srpnja 1990. ondašnji sekretar SUP-a Mile Martić naoružavao je "ugledne" Srbe u Zadru. 11. travnja 1991. po njegovu naputku, radi zastrašivanja hrvatskog stanovništva, velikosrpski petokolonaši izveli su teroristički napad u Zadru.
Godine 1991. srpski pobunjenici i Jugoslavenska narodna armija (JNA) napali su Zadar koji se tada našao na rubu okupiranog područja. Veze sa Zagrebom odvijale su se isključivo preko otoka Paga. Zadar je opet proživio ozbiljna razaranja, uključujući neke povijesne objekte. Bio je jednim od gradova koje su velikosrbi često granatirali. Opsada Zadra trajala je do 1993. kada je Zadarsko zaleđe oslobođeno u vojnoj akciji "Maslenica". Sve do 1993. su velikosrbi pokušavali i zauzeti grad, a jedna od takvih akcija je bila 30. lipnja 1993., kada su pored Zadra granatirali i Biograd na Moru. Povremeni napadi na grad su se nastavili sve do 1995. kada je operacijom "Oluja" završen rat u Hrvatskoj.

## Gospodarstvo
- Turisthotel d.d.
- Tankerkomerc
- Maraska d.d., tvornica sokova i alkoholnih pića
- SAS strojogradnja
- Tankerska plovidba d.d.
- Lignum
- Aluflexpack novi d. o. o.
- Falkensteiner Hotels & Resorts
- OTP banka Hrvatska d.d.

Zadar je do Domovinskog rata bio jedan od gospodarski najrazvijenijih gradova u Hrvatskoj s raznovrsnim industrijskim granama. Upravo ta raznovrsnost omogućila mu je relativno brz oporavak nakon ratnih stradanja, pojačan izgradnjom autoceste Zagreb – Split i njezinog nastavka te nove luke u Gaženici. Ta putničko-teretna luka omogućuje brzu vezu između Italije, Hrvatske i ostatka Srednje Europe. 
Zadarska morska putnička luka jedna je od najprometnijih luka u Hrvatskoj s tendencijom još većeg rasta prometa. Najvažnija institucija u luci je lučka kapetanija.

## Spomenici i znamenitosti
Mnoge su znamenitosti koje se mogu vidjeti u Zadru, zbog njegove duge povijesti koja seže do antičkih vremena. Neke od znamenitosti su:
- Crkva sv. Donata

Najpoznatiji je spomenik i simbol grada Zadra, ujedno i najpoznatija monumentalna građevina u Hrvatskoj iz ranog srednjeg vijeka. Sagrađena je na tradicijama ranobizantske arhitekure u ranom srednjem vijeku, najvjerojatnije početkom 9. st. Kružnog je oblika i nije se sačuvala u obliku kako je prvotno sagrađena. Nedostaje joj južna prigradnja, pa joj je središnja kružna jezgra s te strane vidljiva. Do 15. stoljeća nazivala se crkva Sv. Trojstva, a od tada nosi ime sv. Donat, po biskupu koji ju je dao sagraditi. Prvi put crkva se spominje sredinom 10. stoljeća u spisima bizantskog cara Konstatina Porfirogeneta. Danas se njezin prostor zbog izvanrednih akustičnih karakteristika koristi za glazbene programe ("Glazbene večeri u Sv. Donatu").
- Forum

Ispod temelja Crkve sv. Donata i biskupske palače proteže se pločnik glavnog trga iz rimskih vremena – Forum. Počeci mu sežu u 1. st. prije Krista. S tri strane Forum je bio opkoljen monumentalnim trijemom kojega su krasile akantusove vitice, girlande i maskeroni.
- Kalelarga

Kalelarga ili Široka ulica je glavna i najpoznatija zadarska ulica, koja se proteže u smjeru istok-zapad od Narodnog trga do Foruma. U Drugom svjetskom ratu su uništene gotovo sve zgrade u ulici, te je ona obnovljena u modernističkom stilu zadržavajući samo osnovni smjer.
- Katedrala sv. Stošije

Zadarsku katedralu posvećenu Sv. Stošiji ukrašava izvana na pročelju ruža te na zabatu glavne lađe manja gotička ruža, naknadno umetnuta. Portali imaju karakterističan romanički oblik, danas unutrašnjost katedrale doima se svojom monumentalnošću (glavna lađa je triput šira od sporednih). Zvonik katedrale koji danas dominira Zadrom, započet je još u kasnom srednjem vijeku, da bi ga tek 1892. dovršio engleski arhitekt Thomas Graham Jackson po uzoru na zvonik rapske katedrale. 
- Crkva sv. Marije

Crkva sv. Marije pripada ženskom benediktinskom samostanu sv. Marije koji je osnovala plemkinja Čika 1066. godine. Na mjestu nekadašnje neugledne crkve podigla je trobrodnu crkvu koja je posvećena 1091. godine. Njezina kći Vekenega početkom 12. st. sagradila je kapitularnu dvoranu i monumentalni zvonik. U samoj crkvi nalazi se i grobnica opatice Vekenge koja je umrla 1111. godine. Samostanski arhiv čuva vrlo vrijednu zbirku povelja u kojima se spominju hrvatski kraljevi iz 11. st. Pročelje crkve i njezin južni bočni zid, kao i glavni portal u renesansnom su stilu. Na zvoniku se nalazi natpis u spomen Kolomanovog ulaska u Zadar 1102. godine. Crkva je razrušena u anglo-američkom bombardiranju u Drugom svjetskom ratu, ali je uspješno rekonstruirana.
- Benediktinski samostan sv. Marije, ZadarKip Svetog KrševanaCrkva sv. Krševana

Trobrodna bazilika s tri bogato ukrašene polukružne apside pripadala je muškom benediktinskom samostanu. Sagrađena je u romaničkom stilu i posvećena 1175., a ime je dobila po sv. Krševanu mučeniku, zaštitniku grada Zadra. Pročelje je jednostavno. U donjem dijelu nema nikakvih ukrasa osim glavnog portala. Unutrašnjost crkve krase freske romaničko-bizantskih karakteristika. U svetištu se nalazi monumentalni glavni oltar izgrađen 1701. godine na kojega su 1717. postavljena četiri kvalitetna kipa od bijelog mramora koji predstavljaju zaštitnike Zadra. Rad su mletačkog kipara Alvise Tagliapietra. Zvonik se počeo graditi potkraj 15. st., ali nikada nije dovršen. Najljepši dio fasade je vanjski ukras, apsida.
- Crkva sv. Šimuna / Škrinja sv. Šimuna

Prvobitno ranokršćanska trobrodna bazilika iz 5. st., potom pregrađena Crkva sv. Stjepana s gotičkim elementima iz 14. st., dok je današnji izgled s baroknim detaljima dobila u 16. st. Poznata srebrna škrinja sv. Šimuna iz 1380. nalazi se na glavnom oltaru crkve. Škrinja je zlatarsko djelo velike vrijednosti koju je za relikviju Sv. Šime dala izraditi ugarsko-hrvatska kraljica Elizabeta. Škrinju je izradio zlatar Franjo iz Milana, nastanjen u Zadru. Južno od crkve nalazi se rimski stup postavljen 1729. godine, a sastavljen je od dvaju stupova rimskog hrama koji su se do tada čuvali na kapitoliju Foruma.
- Crkva i franjevački samostan sv. Frane

Crkva se nalazi na zapadnom kraju grada. Crkva je najstarija dalmatinska gotička crkva. Posvećena je 1280. Unutrašnjost je jednostavna. Iz kora se ulazi u sakristiju. Iza glavnog oltara crkve iz 1672. godine nalazi se nekadašnje svetište i u njemu korska sjedala bogato ukrašena rezbarijama u stilu cvjetne gotike iz 1394. godine, rad Giacoma da Borga Sansepolcra.
Sakristija, koja se nastavlja na kor, važna je za hrvatsku povijest, jer je u njoj 1358. godine sklopljen Zadarski mir između mletačke Republike i ugarsko-hrvatskog kralja Ludovika Anžuvinca, kojim su se Mlečani odrekli svojih pretenzija na Dalmaciju.
- Crkva Gospe od Zdravlja

Podignuta je u 18. stoljeću u baroknom stilu na mjestu starije crkve, kao mauzolej nadbiskupa Zmajevića. U njoj se čuvala slika Gospe od Kaštela koju je naslikao Blaž Jurjev Trogiranin u 15. st. (danas je u stalnom postavu izložbe crkvene umjetnosti). Uživa veliki ugled i popularnost u brojnim generacijama Zadarskih žitelja. U drugom svjetskom ratu bila je potpuno razorena, te je preostao samo zvonik i malo svetište. Obnovljena je tek 1990. godine vrijednom donacijom pokojnog Msgr. Simeona Duce, koji je u njoj i pokopan.
- Crkva Svetog Andrije i Svetog Petra

Jednobrodna crkva sv. Andrije odlikuje se jednostavnom fasadom iz 17. stoljeća, te ostatcima fresaka romano-bizantskih karakteristika s kraja 12. stoljeća dok su južni bočni zid i apsida sagrađeni u 5. stoljeću. Na njenu apsidu nadovezuje se Crkvica sv. Petra s antičkim elementima.
- Crkva i samostan Svetog Mihovila

Pročeljem crkve sv. Mihovila dominira reljefno ukrašen gotički portal iz 14. stoljeća. U njenoj jednobronoj unutrašnjosti nalazi se drevno oslikano polureljefno raspelo iz 13. stoljeća. U samostanu je smještena i manja zbirka umjetnina.
- Crkva Svetog Dominika

Gotička crkva sv. Dominika nalazi se zapadno od Kopnenih vrata. U sklopu samostana djelovalo je i prvo sveučilište koje se spominje još davne 1396. godine.
- Crkva Svetog Ilije Proroka

Pravoslavna crkva podignuta neposredno uz Forum u 16. stoljeću za potrebe grčkih pomoraca i trgovaca. U 18. stoljeću je nadograđena i predana na upotrebu srpskoj zajednici.
- Ostaci crkve Stomorica

Danas su sačuvani samo temelji nekoć šesterolisne predromaničke crkve (isprva posvećene sv. Uršuli), koja je još imala i kupolu, a umjesto jedne apside sagrađen joj je pravokutni krak sa zvonikom. U 16. stoljeću je porušena, 1883. godine arheološki istražena, nakon toga zasuta, te napokon 1966. godine otkopana i konzervirana. Priča kaže da oblik tlocrta ove crkvice, koja podsjeća na ključ, simbolizira ključeve sv. Petra.
- Gradske zidine (Muraj)

Sačuvani su ostatci iz rimskog doba, iz srednjeg vijeka te najviše iz 16. st. Uz bedeme se nalazi srednjovjekovna "Kapetanova kula", a najslikovitiji se dio nalazi na južnom dijelu kod lučice "Foše", gdje se nalaze i Kopnena vrata iz 1543. (Michele Sanmicheli). Prema luci, blizu Crkve sv. Krševana nalaze se Morska vrata iz 1573.
- Stalna izložba crkvene umjetnosti – Zlato i srebro grada Zadra

U građevnom sklopu Crkve sv. Marije odnosno njezinog samostana, čiji su objekti tijekom drugog svjetskog rata bili teško oštećeni, 1972. godine formiran je reprezentativni postav – Stalna izložba crkvene umjetnosti, i jedna od najvrjednijih izložbi u Hrvatskoj, popularno nazvana “Zlato i srebro Zadra”.
- Arheološki muzej Zadar

Osnovan 1832. a izloženi su arheološki ostaci od 7. do 12. st. Izloženi su predmeti iz rimskog doba i prapovijesni arheološki materijal iz paleolika, neolitika, i metalnih doba.
- Narodni trg

Glavni zadarski trg i okupljalište. S njegove zapadne strane je Crkva sv. Lovre iz 11. st.; zgrada Gradske straže iz 1562. i toranj sa satom iz 18. st., a nasuprot se nalazi Gradska loža iz 13. st. Na sjevernoj strani trga je Gradska vijećnica podignuta 1934. godine u doba fašističke vladavine.
- Zgrada Zadarskog sveučilišta

Dominantna točka zadarske panorame s mora, velebna zgrada na Novoj rivi izgrađena je prema projektu bečkog arhitekta Karla Susana početkom 20. stoljeća (1901. – 1906.) u neoklasicističkom stilu za potrebe Liceja Svetog Dimitrija. Kompleks zgrada sagrađen je u obliku slova "L" koji zatvara bastion zadarske Citadele s južne i zapadne strane, a u njegovu središnjem dijelu nalazi se i obnovljena kapela sv. Dimitrija s dominantnom kupolom.
Generalno filozofsko-teološko učilište dominikanskog reda u Zadru osnovano je još daleke 1396. godine kao najstarije od hrvatskih sveučilišta, odnosno kao prvo sveučilište na prostoru današnje Hrvatske, koje je djelovalo do 1807. godine. Od tada su u Zadru djelovale ustanove visokog školstva do osnivanja obnovljenog Sveučilišta u Zadru 2002. godine.

## Zanimljivosti

### Morske orgulje
Morske orgulje, izvedene su po projektu arhitekta Nikole Bašića, smještene su u blizini novog pristaništa za cruisere, u sklopu zadarske rive, te su prepoznatljive kao posebno oblikovana obala u nekoliko redova stepenica koje se spuštaju prema moru. Stepenice se protežu na sedamdesetak metara obale, ispod kojih je, na razini najniže oseke mora, okomito na obalu ugrađeno 35 cijevi različitih dužina, promjera i nagiba, koje se koso uzdižu do obalnog popločanja i završavaju u kanalu (servisnom hodniku). Tu se na cijevima nalaze LABIUMI (zviždaljke), koje sviraju 7 akorda od 5 tonova. Iznad kanala su performirane kamene stepenice kroz koje izlazi zvuk, morem potisnut zrak.

### Pozdrav Suncu
Nalazi se na Istarskoj obali, na najzapadnijoj točki zadarskog poluotoka, neposredno uz Morske orgulje. S ovog se mjesta pruža pogled na Zadarski kanal, otoke i na zalazak Sunca, čija je ljepota u Zadru posebno poznata. Pozdrav Suncu sastoji se od tri stotine višeslojnih staklenih ploča postavljenih u istoj razini s kamenim popločenjem rive u obliku kruga promjera 22 metra. Ispod staklenih provodnih ploča nalaze se fotonaponski solarni moduli preko kojih se ostvaruje simbolična komunikacija s prirodom, odnosno sa Suncem. Istovremeno sa zalaskom Sunca uključuju se i rasvjetni elementi ugrađeni u krugu te po posebno programiranom scenariju proizvode iznimno dojmljivu svjetlosnu igru u ritmu valova i zvuka Morskih orgulja.  

### Maraschino
Originalni zadarski liker Maraschino priznat diljem svijeta. Prepoznatljiv je po karakterističnom slatkom okusu i aromatičnom mirisu. Priprema se po tradicionalnoj recepturi koju su stvorili ljekarnici dominikanskog samostana početkom 16. stoljeća.

### Zadarski barkajoli
Jedan od zaštitnih znakova grada Zadra. Oni već 800 godina s malim čamcima na vesla povezuju dva kraja gradske luke po svim vremenskim uvjetima, štedeći na taj način vrijeme svojim vjernim putnicima. Ova tradicija se već stoljećima prenosi s koljena na koljeno u nekoliko obitelji, a uspjela se održati unatoč svim izazovima modernog vremena.

### Zadarski perivoji
- Perivoj kraljice Jelene Madijevke
- Perivoj Vladimira Nazora
- Perivoj Vrulje
- Perivoj Riva
- Perivoj Gospe od zdravlja
- Perivoj Jarula
- Arsenal

Arsenal je spomenik kulture nulte kategorije, izgrađen u 18. stoljeću za vrijeme mletačke uprave kao skladište za vojnu flotu. Nakon obnove funkcionira kao mediteranski gradski trg u zatvorenom prostoru i jedno je od središta javnog, kulturnog i zabavnog gradskog života bogato događanjima.

## Obrazovanje

### Sveučilište u Zadru
Generalno filozofsko-teološko učilište dominikanskog reda u Zadru osnovano je 1396. godine i najstarije je hrvatsko sveučilište, odnosno prvo sveučilište na prostoru današnje Hrvatske koje je djelovalo do 1807. godine. Od tada su u Zadru djelovale ustanove visokog školstva do osnivanja obnovljenog Sveučilišta u Zadru 2002. godine. Tradicija je to duža od 600 godina (osnivač je bio vrhovni Poglavar dominikanskog reda Raimund de Vinies iz Capue, a izvršitelj fra Ivan iz Drača). To Zadar svrstava u red najstarijih sveučilišnih gradova Europe (Padova 1222., Pariz 1229., Cambridge, Barcelona, Perpignan 1303., Canterbery 1320., Prag 1348., Beč 1365. itd.), vremenski u razdoblju osnivanja poznatih starih europskih sveučilišta. Godine 1996. održana je u Zadru svečana proslava 600. obljetnice osnivanja s aklamativnom odlukom o ponovnom osnivanju Sveučilišta u Zadru. U vrijeme svog mandata (posljednjeg) dekana Filozofskog fakulteta u Zadru prof. dr. sc Damir Magaš ubrzao je, uz pomoć suradnika i podršku MZOŠRH, Županije, Grada, Nadbiskupije, HAZU itd., započete radnje na ponovnom osnivanju odnosno obnovi. Sabor Republike Hrvatske donio je Odluku o osnivanju Sveučilišta u Zadru 4. srpnja 2002. i imenovao ga privremenim rektorom u rujnu 2002., a na prvoj sjednici Senata na dan 25. ožujka 2003. koji se obilježava kao Dan Sveučilišta u Zadru, izabran je za prvog rektora (2002./2003. – 2007.). Slijede rektori prof. dr. sc. Ante Uglešić (2007. - 2015.), prof. dr. sc. Dijana Vican (2015.- 2023.), prof. dr. sc. Josip Faričić.

### Osnovne škole
- Osnovna škola Petra Preradovića
- Osnovna škola Šime Budinića
- Osnovna škola Šimuna Kozičića Benje
- Osnovna škola Bartula Kašića
- Osnovna Škola Smiljevac
- Osnovna škola Stanovi
- Osnovna škola Voštarnica
- Osnovna škola Krune Krstića
- Osnovna škola Zadarski otoci
- Katolička osnovna škola Ivo Mašina
- Privatna osnovna škola Nova s pravom javnosti

### Srednje škole
- Medicinska škola Ante Kuzmanića Zadar
- Klasična gimnazija Ivana Pavla II.
- Pomorska škola Zadar
- Gimnazija Vladimira Nazora
- Gimnazija Franje Petrića
- Gimnazija Jurja Barakovića
- Škola primijenjene umjetnosti i dizajna
- Prirodoslovno-grafička škola
- Obrtnička škola Gojka Matuline
- Strukovna škola Vice Vlatkovića
- Tehnička škola Zadar
- Hotelijersko-turistička i ugostiteljska škola Zadar
- Ekonomsko-birotehnička i trgovačka škola Zadar
- Poljoprivredna, prehrambena i veterinarska škola Stanka Ožanića
- Glazbena škola Blagoje Bersa
- Privatna gimnazija NOVA s pravom javnosti
- Društva
  - Astronomsko astronautičko društvo Zadar
  - Likovno društvo Zadar

## Kultura
- Festivali
  - Glazbene večeri u Sv. Donatu – Donat festival
  - Zadarski kulturni forum
  - Zadar snova – Međunarodni festival novog kazališta i izvedbenih umjetnosti
  - Zadarsko kazališno ljeto
  - Film forum Zadar – međunarodni filmski festival
  - MMS – Melting metal summit (festival na otvorenom)
  - Garden-fest Zadar (www.thegardenfestival.eu/#/en/)
  - Ponton fest – Ljetni festival na pontonu u uvali Jazine
  - Zadarfest (Festival zabavne glazbe Zadar)
  - Zadarska gitarijada
  - Jader Urban Music Festival
- Knjižnice
  - Gradska knjižnica Zadar (www.gkzd.hr)
  - Znanstvena knjižnica Zadar (www.zkzd.hr)
  - Knjižnica Državnog arhiva u Zadru (www.dazd.hr)
    - Prvi obrisi knjižnice javljaju se u 19. st. za vrijeme upravitelja Giovannija Einspillera koji je u kancelariji Arhiva postavio regal s pretincima označenima abecednim redom i dodatne ormariće s ladicama. Namjesnička knjižnica osnovana je uz podršku vlasti 1894. godina. Brojna politička zbivanja utjecala su na razvoj i promjene unutar Knjižnice, pa tako nakon Rapalskog ugovora iz 1920. god. Namjesnička knjižnica postaje Knjižnica Arhiva te se seli u prostorije bivše vojarne kraj Kopnenih vrata. Knjižnični fond danas prelazi brojku od 50 000 svezaka, a tematski najviše pokriva područja povijesti, državne uprave, prava, pomoćnih povijesnih znanosti, zakonodavstva, politike, geografije i slično.[18]

- Muzeji
  - Arheološki muzej Zadar
  - Narodni muzej
  - Muzej antičkoga stakla
  - Stalna izložba Zlato i srebro grada Zadra
  - Pomorski muzej Zadar
- Kazališta
  - Kazalište lutaka 
    - Početci lutkarstva u Zadru
      - Pedesetih godina 20. stoljeća rađala su se današnja profesionalna lutkarska kazališta u Hrvatskoj. Do tog razdoblja Zadar je bio pod dvadesetogodišnjom talijanskom okupacijom, te Zadrani nisu imali nikakvu lutkarsku tradiciju. Kazalište lutaka u Zadru osnovano je 1. studenoga 1951. godine, a nalazilo se u zgradi Fiskulturnog doma na atletskom stadionu, poznatoj kao zgrada na stupovima u Jazinama, koja je bila tek djelomično oštećena od bombardiranja, a neposredno pred sam rat građena je isključivo za društveni i sportski život djece. Prvo desetljeće zadarskog lutkarstva obilježio je rad redatelja i glumca Bruna Paitonija, koji je odmah u početku postavljen za direktora kazališta. Kao stalni redatelj radio je Mile Gatara, glumac Narodnog kazališta, kojemu je povjeren umjetnički rad i uvježbavanje lutkara. Paitoni je vodio kazalište prvih desetak godina od njegova osnivanja, sve do njegovog sukoba s ostatkom kazališnog kolektiva. Za novog rukovoditelja Kazališta lutaka odabran je Mile Gatara, koji je utemeljio svoju lutkarsku školu u teoriji lutkarstva poznatu kao Gatarina ili zadarska lutkarska škola.[19]

  - Hrvatsko narodno kazalište u Zadru[20]
    - Narodno kazalište u Zadru od 1945. do 1955.godine
      - Početak zadarskog narodnog kazališta nalazimo na Dugom otoku, gdje je 1944.godine diletantska grupa formirala kazališnu družinu Okružnog narodnooslobodilačkog odbora Zadar. Predstave su u početku održavali na otoku Pašmanu i na području Zadra i Biograda, da bi zatim nakon povlačenja Nijemaca iz Zadra održali predstavu u Polači i Zemuniku. Izvodili su se kraći komadi iz partizanskog života. Okružno kazalište Zadar koje je do tada djelovalo u sklopu Narodnooslobodilačke vojske, imalo je dvije grane: glumačku i glazbenu. Na čelu prve bio je redatelj Šime Dunatov (1907. – 1997.), a na čelu druge Šime Dešpalj (1897. – 1991.), a potom Josip Vladović Relja (1895. – 1967.). Narodno kazalište u Zadru službeno je otvoreno 27. ožujka 1945. u okviru proslave prvog Tjedna kulture. Prva sezona djelovanja Narodnog kazališta bila je 1945./46. godine, a 14. listopada 1945. izveden je Dundo Maroje Marina Držića. U siječnju 1953. postavljena je privremena uprava u Narodnom kazalištu u Zadru. 1954.godine za novog je ravnatelja kazališta postavljen Miro Marotti koji je zadarskoj publici predstavio novu kazališnu poetiku.[21]
- Kina
  - CineStar multipleks kina (6 dvorana)

## Medijske kuće
- Novine
  - Zadarski list
  - Narodni list
  - Zadarski regional
  - Hrvatski list
- Radijske postaje
  - Radio 057 (www.057info.hr) 91,0 MHz
  - Novi radio 89,3 /102,6 / 103,8 MHz
  - HRT Radio Zadar 101,8 / 103,0 / 105,9 MHz
  - Antena Zadar 97,2 MHz
- Lokalne radijske postaje
  - Radio Pag (radio-pag.hr)
  - Radio Benkovac (radiobenkovac.com)
  - Radio BNM (www.radio-bnm.hr)
- Ostali mediji
  - www.mega-media.hr
  - ZOG oglasnik (www.oglasi-vamm.hr)
  - eZadar portal
  - Zadar.TV
- Televizijske postaje
  - Adriatic TV Zadar (Tvrtka ROBUR j.d.o.o.), (100 % Miljenko Vinković)
  - Diadora TV Zadar (Tvrtka Diadora Media d.o.o.), (50 % Marija Vicković, 50 % Slavica Vulin)
  - VOX TV Zadar (Tvrtka VOX FENIX j.d.o.o.), (100 % Reno Sinovčić) – prestala s radom u rujnu 2016.
  - Gradska Televizija Zadar (GTV Zadar) (Tvrtka Gradska Televizija d.o.o.), Zoran (52 %) i Ljiljana Lokas (48 %). – prestala s radom 2014.

## Šport
- Košarkaški klub KK Zadar
- Nogometni klub Zadar (ugašen 2020.)
- Hrvatski nogometni klub Zadar
- Nogometni klub NK Arbanasi
- Kuglački klub Zadar
- Hrvački klub HK Zadar
- Stolnoteniski klub Donat
- Karate klub Zadar
- Rukometni klub Zadar 1954[22]
- Jedriličarski klub Uskok
  - održavaju se brojne regate s dugom tradicijom: Božićna regata krstaša	(Biograd–Zadar), Kup Sv. Krševana, Charity Rotary Sailing Regatta Zadar (1998.), Regata Zadar – Veli Iž – Zadar (1995.), Zadarska koka (2005.), Zadarska regata (Zadarski kanal).
- Boćarski klub "Brodarica"
- vaterpolski klubovi "Veterani Zadar", "Zadar 1952"
- Veslački klub Jadran – Zadar
- Košarkaški klub KK Sonik Puntamika
- Plivački klubovi "Zadar" i "Jadera"
- Ragbi klub Zadar
- Odbojkaški klub Zadar OK Zadar
- Atletski klub Alojzije Stepinac Zadar osnovan 2005.[23]
- Badmintonski klub Iadera
- Badmintonski klub Zadar[24]
- Zadarska plesna udruga Tornadele (cheerleading)
- Klub ritmičke gimnastike Sirena
- Baletna Udruga Pirueta

Od 1994. održava se šahovski turnir Zadar Open. Utrka Nin – Zadar održava se od 1983., Kros u šumi Musapstan od 2007., a Plivački maraton Preko – Zadar od 1973. godine.
Streetball Mornarica, održava se od 2014., je 3x3 košarkaški turnir po tradicionalnim zadarskim pravilima.
Od 2014. godine održava se međunarodni klupski košarkaški turnir Zadar Basketball Tournament
Održava se Velika nagrada 1. svibnja – Memorijal Damira Zdrilića od 1960. godine.

## Gradovi prijatelji
Zadar je zbratimljen sa sljedećim gradovima:
- Reggio Emilia (Italija), od 1972.
- Romans (Francuska), od 1985.
- Fürstenfeldbruck (Njemačka), od 1989.
- Székesfehérvár (Mađarska), od 1997.
- Padova (Italija), od 2003.
- Iquique (Čile), od 2003.
- Dundee (Škotska), od 2014.
- Milwaukee (SAD), od 2015.[27]
- Budimpešta, VI. okrug – Terézváros Mađarska (od 2015.)[28]

## Vanjske poveznice
- Grad Zadar
- Turistička zajednica grada Zadra
- Turistička zajednica Zadarske županije
- Zadarski list

|  | Portal Hrvatske: pristup člancima s tematikom o Hrvatskoj |